# 69e cérémonie des David di Donatello
La 69e cérémonie des David di Donatello se déroule le 3 mai 2024, elle est présentée par Carlo Conti, et diffusée en Italie sur la chaîne Rai 1.
Le film Il reste encore demain (C'è ancora domani) de Paola Cortellesi obtient dix-neuf nominations,.
Le film Moi, capitaine (Io capitano) de Matteo Garrone remporte sept récompenses dont celles du meilleur film et du meilleur réalisateur. Le film Il reste encore demain (C'è ancora domani) de Paola Cortellesi remporte six récompenses dont du meilleur réalisateur débutant, du meilleur scénario original, de la meilleure actrice et de la meilleure actrice dans un second rôle. Le film L'Enlèvement (Rapito) de Marco Bellocchio en remporte cinq dont celle du meilleur scénario adapté,.

## Palmarès

### Meilleur film
- Moi, capitaine (Io capitano) de Matteo Garrone
  - Il reste encore demain (C'è ancora domani) de Paola Cortellesi
  - Vers un avenir radieux (Il sol dell'avvenire) de Nanni Moretti
  - La Chimère (La chimera) de Alice Rohrwacher
  - L'Enlèvement (Rapito) de Marco Bellocchio

### Meilleur réalisateur
- Matteo Garrone pour Moi, capitaine (Io capitano)
  - Nanni Moretti pour Vers un avenir radieux (Il sol dell'avvenire)
  - Andrea Di Stefano pour Dernière Nuit à Milan (L'ultima notte di Amore)
  - Alice Rohrwacher pour La Chimère (La chimera)
  - Marco Bellocchio pour L'Enlèvement (Rapito)

### Meilleur réalisateur débutant
- Paola Cortellesi pour Il reste encore demain (C'è ancora domani)
  - Giacomo Abbruzzese pour Disco Boy
  - Micaela Ramazzotti pour Felicità
  - Michele Riondino pour Palazzina Laf
  - Giuseppe Fiorello pour Stranizza d'amuri

### Meilleure actrice
- Paola Cortellesi pour son rôle dans Il reste encore demain (C'è ancora domani)
  - Linda Caridi pour son rôle dans Dernière Nuit à Milan (L'ultima notte di Amore)
  - Isabella Ragonese pour son rôle dans Come pecore in mezzo ai lupi
  - Micaela Ramazzotti pour son rôle dans Felicità
  - Barbara Ronchi pour son rôle dans L'Enlèvement (Rapito)

### Meilleur acteur
- Michele Riondino pour son rôle dans Palazzina Laf
  - Antonio Albanese pour son rôle dans Cento domeniche
  - Valerio Mastandrea pour son rôle dans Il reste encore demain (C'è ancora domani)
  - Pierfrancesco Favino pour son rôle dans Comandante
  - Josh O'Connor pour son rôle dans La Chimère (La chimera)

### Meilleure actrice dans un second rôle
- Emanuela Fanelli pour son rôle dans Il reste encore demain (C'è ancora domani)
  - Barbora Bobulova pour son rôle dans Vers un avenir radieux (Il sol dell'avvenire)
  - Alba Rohrwacher pour son rôle dans La Chimère (La chimera)
  - Isabella Rossellini pour son rôle dans La Chimère (La chimera)
  - Romana Maggiora Vergano pour son rôle dans Il reste encore demain (C'è ancora domani)

### Meilleur acteur dans un second rôle
- Elio Germano pour son rôle dans Palazzina Laf
  - Giorgio Colangeli pour son rôle dans Il reste encore demain (C'è ancora domani)
  - Adriano Giannini pour son rôle dans Adagio
  - Vinicio Marchioni pour son rôle dans Il reste encore demain (C'è ancora domani)
  - Silvio Orlando pour son rôle dans Vers un avenir radieux (Il sol dell'avvenire)

### Meilleur scénario original
- Furio Andreotti, Giulia Calenda et Paola Cortellesi pour Il reste encore demain (C'è ancora domani)
  - Francesca Marciano, Nanni Moretti, Federica Pontremoli et Valia Santella pour Vers un avenir radieux (Il sol dell'avvenire)
  - Matteo Garrone, Massimo Gaudioso, Massimo Ceccherini et Andrea Tagliaferri pour Moi, capitaine (Io capitano)
  - Alice Rohrwacher, Marco Pettenello et Carmela Covino pour La Chimère (La chimera)
  - Maurizio Braucci et Michele Riondino pour Palazzina Laf

### Meilleur scénario adapté
- Marco Bellocchio, Susanna Nicchiarelli, Edoardo Albinati et Daniela Ceselli pour L'Enlèvement (Rapito)
  - Pietro Marcello, Maurizio Braucci et Maud Ameline pour  L'Envol (Le vele scarlatte)
  - Giorgio Diritti et Fredo Valla pour Lubo
  - Emma Dante, Elena Stancanelli e Giorgio Vasta pour Misericordia
  - Sydney Sibilia et Armando Festa pour Mixed by Erry

### Meilleur producteur
- Archimede, Rai Cinema, Pathé et Tarantula pour Moi, capitaine (Io capitano)
  - Mario Gianani et Lorenzo Gangarossa de Wildside, Vision Distribution en collaboration avec Sky Italia et Netflix pour Il reste encore demain (C'è ancora domani)
  - Nicola Giuliano, Francesca Cima, Carlotta Calori, Viola Prestieri de Indigo Film, Pierpaolo Verga, Edoardo De Angelis de O' Groove, Paolo Del Brocco de Rai Cinema, Attilio De Razza de Tramp Limited, Mariagiovanna De Angelis de Vgroove, Antonio Miyakawa de Wise Pictures pour Comandante
  - Giulia Achilli, Marco Alessi, Lionel Massol, Pauline Seigland et André Logie pour Disco Boy
  - Carlo Cresto-Dina avec Rai Cinema pour La Chimère (La chimera)

### Meilleure photographie
- Paolo Carnera pour Moi, capitaine (Io capitano)
  - Davide Leone pour Il reste encore demain (C'è ancora domani)
  - Ferran Paredes Rubio pour Comandante
  - Hélène Louvart pour La Chimère (La chimera)
  - Francesco Di Giacomo pour L'Enlèvement (Rapito)

### Meilleur musicien
- Subsonica pour Adagio
  - Lele Marchitelli pour Il reste encore demain (C'è ancora domani)
  - Franco Piersanti pour Vers un avenir radieux (Il sol dell'avvenire)
  - Andrea Farri pour Moi, capitaine (Io capitano)
  - Santi Pulvirenti pour Dernière Nuit à Milan (L'ultima notte di Amore)

### Meilleure chanson originale
- La mia terra (musique, paroles et interprétation de Diodato) pour Palazzina Laf
  - Adagio (musique, paroles et interprétation de Subsonica) pour Adagio
  - La vita com'è (musique, paroles et interprétation de Brunori Sas) pour Il più bel secolo della mia vita
  - Baby (musique de Andrea Farri, paroles et interprétation de Seydou Sarr) pour Moi, capitaine (Io capitano)
  - 'O Dj (Don't Give Up) (musique, paroles et interprétation de Liberato) pour Mixed by Erry

### Meilleur décorateur
- Andrea Castorina et Valeria Vecellio pour L'Enlèvement (Rapito)
  - Paola Comencini et Fiorella Cicolini pour Il reste encore demain (C'è ancora domani)
  - Carmine Guarino et Iole Autero pour Comandante
  - Dimitri Capuani et Roberta Troncarelli pour Moi, capitaine (Io capitano)
  - Emita Frigato et Rachele Meliadò pour La Chimère (La chimera)

### Meilleurs costumes
- Sergio Ballo e Daria Calvelli pour L'Enlèvement (Rapito)
  - Alberto Moretti pour Il reste encore demain (C'è ancora domani)
  - Massimo Cantini Parrini pour Comandante
  - Stefano Ciammitti pour Moi, capitaine (Io capitano)
  - Loredana Buscemi pour La Chimère (La chimera)

### Meilleur maquilleur
- Enrico Iacoponi pour L'Enlèvement (Rapito)
  - Antonello Resch, Lorenzo Tamburini, Michele Salgaro Vaccaro e Francesca Galafassi pour Adagio
  - Ermanno Spera pour Il reste encore demain (C'è ancora domani)
  - Paola Gattabrusi e Lorenzo Tamburini pour Comandante
  - Dalia Colli e Roberta Martorina pour Moi, capitaine (Io capitano)

### Meilleur coiffeur
- Alberta Giuliani pour L'Enlèvement (Rapito)
  - Teresa Di Serio pour Il reste encore demain (C'è ancora domani)
  - Massimo Gattabrusi pour Comandante
  - Stefano Ciammitti e Dalia Colli pour Moi, capitaine (Io capitano)
  - Daniela Tartari pour La Chimère (La chimera)

### Meilleur monteur
- Marco Spoletini pour Moi, capitaine (Io capitano)
  - Valentina Mariani pour Il reste encore demain (C'è ancora domani)
  - Giogiò Franchini pour Dernière Nuit à Milan (L'ultima notte di Amore)
  - Nelly Quettier pour La Chimère (La chimera)
  - Francesca Calvelli e Stefano Mariotti pour L'Enlèvement (Rapito)

### Meilleur son
- Maricetta Lombardo, Daniela Bassani, Mirko Perri et Gianni Pallotto pour Moi, capitaine (Io capitano)
  - Filippo Porcari, Alessandro Feletti, Luca Anzellotti et Paolo Segat pour Il reste encore demain (C'è ancora domani)
  - Valentino Gianni, Alessandro Feletti, Mirko Perri et Giancarlo Rutigliano pour Comandante
  - Alessandro Zanon, Marta Billingsley, Fabrizio Quadroli et Paolo Segat pour Vers un avenir radieux (Il sol dell'avvenire)
  - Xavier Lavorel, Marta Billingsley et Maxence Ciekawy pour La Chimère (La chimera)

### Meilleurs effets visuels
- Laurent Creusot e Massimo Cipollina pour Moi, capitaine (Io capitano)
  - Stefano Leoni et Flaminia Maltese pour Adagio
  - Kevin Tod Haug et Stacey Dodge pour Comandante
  - Fabio Tomassetti et Daniele Tomassetti pour Denti da squalo
  - Rodolfo Migliari e Lena Di Gennaro pour L'Enlèvement (Rapito)

### Meilleur documentaire
- Laggiù qualcuno mi ama, de Mario Martone
  - Enzo Jannacci - Vengo anch'io, de Giorgio Verdelli
  - Io, noi e Gaber, de Riccardo Milani
  - Mur, de Kasia Smutniak
  - Roma, santa e dannata, de Roberto D'Agostino, Marco Giusti et Daniele Ciprì

### Meilleur film étranger
- Anatomie d'une chute, de Justine Triet[5]
  - As bestas, de Rodrigo Sorogoyen
  - Les Feuilles Mortes, de Aki Kaurismäki
  - Killers of the Flower Moon, de Martin Scorsese
  - Oppenheimer, de Christopher Nolan

### David Jeunes
- Il reste encore demain (C'è ancora domani) de Paola Cortellesi
  - Comandante, de Edoardo De Angelis
  - Moi, capitaine (Io capitano), de Matteo Garrone
  - L'ultima volta che siamo stati bambini, de Claudio Bisio
  - Fireworks (Stranizza d'amuri), de Giuseppe Fiorello

### David des spectateurs
- Il reste encore demain (C'è ancora domani) de Paola Cortellesi

### David special
- Milena Vukotic (pour sa carrière)